# Trofeo Indoor di Formula 1 1993
Il Trofeo Indoor di Formula 1 1993 fu la sesta edizione di questa manifestazione motoristica. Si tenne il 4 e 5 dicembre 1993, presso un circuito allestito all'interno del comprensorio fieristico di Bologna, quale evento del Motor Show. La vittoria venne conquistata da Rubens Barrichello su Jordan-Hart.

## Piloti e scuderie
Fece il suo esordio la Jordan, che iscrisse Rubens Barrichello, che aveva corso la stagione 1993 quale pilota titolare, e l'italiano Vittorio Zoboli, che nello stesso anno aveva preso parte all'International Formula 3000.
La Minardi iscrisse Pierluigi Martini, che aveva corso la seconda metà della stagione con il team di Faenza. La Scuderia Italia passò dall'utilizzo di telai Dallara a quelli forniti dalla Lola: iscrisse al trofeo Michele Alboreto, pilota della stagione, e Fabrizio Barbazza, che aveva corso i primi gran premi stagionali con la Minardi, prima di essere sostituito proprio da Martini.

### Tabella riassuntiva
| Team                         | Costruttore | Telaio | Motore                    | Gomme | Piloti             |
| ---------------------------- | ----------- | ------ | ------------------------- | ----- | ------------------ |
| Lola BMS Scuderia Italia SpA | Lola        | T93/30 | Ferrari 040 3.5 V12       | G     | Michele Alboreto   |
| Lola BMS Scuderia Italia SpA | Lola        | T93/30 | Ferrari 040 3.5 V12       | G     | Fabrizio Barbazza  |
| Minardi Team                 | Minardi     | M193   | Ford Cosworth HBC6 3.5 V8 | G     | Pierluigi Martini  |
| Sasol Jordan                 | Jordan      | 193    | Hart 1035 3.5 V10         | G     | Rubens Barrichello |
| Sasol Jordan                 | Jordan      | 193    | Hart 1035 3.5 V10         | G     | Vittorio Zoboli    |

## Gara

### Resoconto
Dopo un turno preliminare venne eliminato Fabrizio Barbazza. In una semifinale si affrontarono le due Jordan: Rubens Barrichello batté 2-0 Vittorio Zoboli. Nell'altra Pierluigi Martini eliminò con lo stesso punteggio Michele Alboreto. In finale prevalse Barrichello per 2-1 su Martini; venne disputata anche una finale per il terzo posto vinta da Zoboli per 2-0.

### Risultati

#### Turno preliminare
| Pos | Pilota             | Team             | Punti |
| --- | ------------------ | ---------------- | ----- |
| 1   | Rubens Barrichello | Jordan-Hart      | 12    |
| 2   | Pierluigi Martini  | Minardi-Ford     | 10    |
| 3   | Vittorio Zoboli    | Jordan-Hart      | 8     |
| 4   | Michele Alboreto   | BMS Lola-Ferrari | 2     |
| 5   | Fabrizio Barbazza  | BMS Lola-Ferrari | 2     |

#### Fase a eliminazione
|  | Semifinali         | Semifinali        |   |                 | Finale             | Finale |
|  |                    |                   |   |                 |                    |        |
|  |                    |                   |   |                 |                    |        |
|  | Rubens Barrichello | 2                 |   |                 |                    |        |
|  | Vittorio Zoboli    | 0                 |   |                 |                    |        |
|  |                    |                   |   |                 |                    |        |
|  |                    |                   |   |                 |                    |        |
|  |                    |                   |   |                 | Rubens Barrichello | 2      |
|  |                    | Pierluigi Martini | 1 |                 |                    |        |
|  |                    |                   |   |                 |                    |        |
|  |                    |                   |   |                 |                    |        |
|  |                    |                   |   |                 | Finale terzo posto |        |
|  |                    |                   |   |                 |                    |        |
|  | Pierluigi Martini  | 2                 |   | Vittorio Zoboli | 2                  |        |
|  | Michele Alboreto   | 0                 |   |                 | Michele Alboreto   | 0      |